# Nadja Röthlisberger
Nadja Röthlisberger (Basilea, 30 giugno 1972 – 9 febbraio 2015) è stata una giocatrice di curling svizzera.

## Biografia
Partecipò all'età di 29 anni ai XIX Giochi olimpici invernali edizione disputata a Salt Lake City (Stati Uniti d'America) nel 2002, riuscendo ad ottenere la medaglia d'argento nella squadra svizzera con le connazionali Laurence Bidaud, Tanya Frei, Mirjam Ott e Luzia Ebnöther.
Cessata l'attività agonistica è divenuta l'allenatrice della nazionale svizzera di curling paralimpico.
È scomparsa nel 2015 all'età  di 42 anni  a causa di un tumore osseo.